# باشگاه فوتبال آمورا
باشگاه فوتبال آمورا (به پرتغالی: Amora Futebol Clube) یک باشگاه ورزشی پرتغالی می‌باشد که در شهر آمورا، منطقه ستوبال واقع شده‌است. این باشگاه در ۱ مه ۱۹۲۱ تأسیس شد و بنیانگذاران آن ماریو د کاروالیو، گیلرمه پستانا، ژائو باپتیستا، خولیائو گارسیا، توماس آلوز، آنتونیو سوارس، خواکیم مونتیرو، اسوالدو رویتر، گیلرمه رویتر، ژوآئوپولوسیوکار، ژوآئوپولوسیوکار، ژوآئوپولوسیوکار، ژولیائو گارسیا ، آنتونیو پلیس، آلوارو دوس سانتوس، جاسینتو کایکسیرو، آلبرتو مالاکاتو، توماس دا کاچاموکا و آنتونیو مانتا بودند. این تیم در حال حاضر در ورزشگاه مدیدیرا بازی می‌کند که به میزبانی تیم‌های ذخیره و جوانان این باشگاه نیز می‌پردازد.
این باشگاه از فصل ۱۹۸۰–۱۹۸۱ تا فصل ۱۹۸۲–۱۹۸۳ سه بار در لیگ برتر فوتبال پرتغال بازی کرده‌است. فلیکس، پدر ژوزه مورینیو، این باشگاه را برای اولین بار در سال ۱۹۸۰ به لیگ برتر فوتبال پرتغال فرستاد.